# Balamban
Balamban es un municipio filipino de primera clase, perteneciente a la provincia de Cebú, en las Bisayas Centrales.

## Historia
Hacia mediados del siglo XIX, el lugar era un barrio dependiente de Barili. Aparece descrito en el primer volumen del Diccionario geográfico, estadístico, histórico de las Islas Filipinas (1850) de Manuel Buzeta Núñez y Felipe Bravo con las siguientes palabras:

BALAMBAN: barrio sit. en la costa occidental de la isla y prov. de Cebú, al N. de Barilis que es su matriz, en los 127° 11' long., y los 10° 30' lat.
(Buzeta y Bravo, 1850, p. 349)

En 2020, tenía censados 95 136 habitantes.